# Abraham Adan
Avraham "Bren" Adan (hebræisk:אברהם "ברן" אדן, oktober 1926 - 28. september 2012) var en israelsk general, som gjorde tjeneste mellem 1947 og 1973.

## Biografi
Adan blev født i Kfar Gileadi i Palæstina i 1926. Han sluttede sig til Palmach i 1943. Under Israels uafhængighedskrig var han kompagnichef i Negev brigaden, som erobrede den jordanske forpost Umm-Rashrash, som nu har navnet Eilat, på det sydøstligste punkt af det nye land. Det var Adan, som hejste det israelske flag og gjorde krav på området for Israel, som det ses på det berømte billede af flaget. 
Under Suezkrigen i 1956 havde oberstløjtnant Adan kommandoen over 82. bataljon af 7. pansrede brigade på Sinai-halvøen og besejrede adskillige egyptiske styrker i området. Under Seksdageskrigen i juni 1967 var Adan næstkommanderende i en pansret division og kæmpede igen i Sinai. Generalmajor Adan forsvarede den nordlige del af de israelske stillinger langs Suezkanalen, da Yom Kippur krigen startede i oktober 1973. Han var leder af 162. infanteridivision, som led alvorlige tab mellem 6. og 8. oktober under gentagne forsøg på at stoppe det egyptiske angreb og trænge det tilbage over Suezkanalen. Senere i krigen ledede han sine styrker ved gennembruddet ind på egyptisk område lige nord for den Store Bittersø under Operation Abiray-Lev ("tapper"). Han sendte derefter sin enhed sydpå til Suez by, hvor hans tropper omringede den 3. egyptiske armé. 
Mellem 1974 og 1977 gjorde han tjeneste som militærattaché på den israelske ambassade i Washington, DC.